# Borough of Brighton
Brighton var ett distrikt i East Sussex i England. Distriktet hade 163 159 invånare år 1961. Det avskaffades 1 april 1997 och blev en del av Brighton and Hove.